# Heinrich Jacobi (Heimatforscher)
Georg Heinrich Jacobi, Künstlername Heinrich Montanus, (* 20. Dezember 1845 in Schneeberg; † 20. Mai 1916 ebenda) war ein deutscher Lehrer und Heimatforscher des sächsischen Erzgebirges.

## Leben
Heinrich Jacobi wurde als siebentes Kind des Schneeberger Bergfaktors Otto Friedrich Ferdinand Jakobi und seiner Frau Eleonore Henriette Jakobi in Schneeberg geboren. Er besuchte die Bürgerschule und das Progymnasium in Schneeberg, danach die Realschule in Annaberg und dann die Landesuniversität. Nach erfolgreich bestandener Prüfung für das höhere Lehramt im Jahr 1870 wurde er Lehrer an der Selekte in Penig. 1872 erhielt er eine Oberlehrerstelle in seiner Heimatstadt.
Hier war er unter anderem 1874 Gründungsmitglied des Naturwissenschaftlichen, später Wissenschaftlichen Vereins.
Am 13. August 1874 heiratete er die Gerichtsassessorstochter Anna Sidonie Schönfelder. Aus der Ehe gingen zwei Kinder hervor.
Zu Pfingsten 1881 wurde Jacobi Realschuloberlehrer in Werdau. 1888 promovierte er in Leipzig mit einer Arbeit über Georgius Agricola zur Würde eines Dr. phil. Am 1. Januar 1893 wurde er Realschuldirektor in Reichenbach im Vogtland.
Nach dem Eintritt in den Ruhestand 1908 zog er mit seiner Frau wieder nach Schneeberg. Für seine Leistungen verlieh ihm das Sächsische Kultusministerium den Titel eines Studienrates. Der sächsische König verlieh ihm das Ritterkreuz I. Klasse des Albrechtsordens.

## Leistungen
In seinem Nachruf heißt es, dass er einer der besten und treuesten Söhne des Erzgebirges war. In begeistretem Liede besang er die Schönheit unserer Berge; ausgerüstet mit einem tiefen Wissen förderte er die Kenntnis der Natur und Geschichte des Erzgebirges und seiner Bewohner. 
Bleibende Verdienste erwarb er sich durch die Gründung einer Fortbildungsschule für Kaufleute in Schneeberg, die später zur Handelsschule erweitert wurde.

## Schriften
- Vorträge und Publikationen in den Mitteilungen des Naturwissenschaftlichen und Wissenschaftlichen Vereins Schneeberg, in den Glückauf-Heften des Erzgebirgsvereins, im Kalender für das Erzgebirge, in der Wissenschaftlichen Beilage der Leipziger Zeitung.
- Der Mineralog Georgius Agricola und sein Verhältnis zur Geschichte der Wissenschaft im Reformationszeitalter. Kurt Anz, Werdau.
- Das Fürstenhaus in Schneeberg.
- Schneeberg – Ein Gedenkblatt zur 400 Jahre Jubelfeier, Chronik 1481–1881. Nachdruck: ISBN 3-00-014651-2.
- Festschrift zur 100-Jahr-Feier der Firma Geitner & Co. in Schneeberg.
- Über Talbildungen im westlichen Erzgebirge. Zum 5. Programm der Realschule in Werdau.
- Gangstücke aus dem Erzgebirge. Graser, Annaberg 1903.